# Piarres Charritton
Piarres Charritton Zabaltzagarai (o a veces en lengua vasca Piarres Xarriton, Hasparren, Francia, 19 de octubre de 1921 - Bayona, 17 de marzo de 2017) fue un escritor y académico vasco francés de lenguas vasca y francesa.

## Biografía
Nacido en una familia de agricultores, Piarres Charritton es el mayor de seis hijos. Muy joven, se formó como seminarista de estudios clásicos en Hasparren, Ustaritz, y más tarde en Bayona. Fue ordenado sacerdote en Hasparren en 1947. 
Después de completar sus estudios de posgrado en Teología en Roma y Filosofía en París, fue profesor de Magisterio y formador de maestros de escuela primaria en la universidad. En diciembre de 1976, tras una etapa de distanciamiento, abandona la Iglesia Católica y se casa en Sainte-Agathe-des-Monts (Quebec), en Canadá.  
Se convirtió en miembro de la Real Academia de la Lengua Vasca en 1948 y la Sociedad de Estudios Vascos desde su restauración. Piarres Charritton recibió el Galardón Manuel Lekuona en 1999.

## Publicaciones
- 14eko Gerla Handia, avec Jean Saint-Pierre, 1998, 262 p.
- Alfabetatzearen historia Iparraldeann, 1990, 8 p.
- De re publica edo politikaz, Elkar, 2003, 187 p.
- Dictionnaire basque-français & français-basque : Hiztegia ..., Xabier Kintana, Pierre Charritton, 2000, 597 p.
- Eliza eta formazioa Hazparne aldean (XVIII-XX),2000 , Arizmendi;
- Erlisionea: Eskual-Herriari dohazkon egiarik beharrenak, avec Jean Pierre Arbelbide, 1890, 479 p.
- Eskualdunak, 1943, Aintzina;
- Euskal literaturaren oinarrizko gidaliburua, 1990, 44 p.
- Euskalzaleen biltzarraren historia laburra: 1901-2003, 2003, 16 p.
- Extraits Petite histoire religieuse du Pays Basque, 1946, 71 p.
- Hiztegia: Euskara-Frantsesa/Frantsesa-Euskara, avec Xabier Kintana, 1997, 597 p.
- J. Mendiague-n bizia eta kantuak,1992, Etor;
- J.M. Moulier "Oxobi", 1990, Eusko Jaurlaritza;
- Jean Haritschelhar, Société d'études basques, 2005, 97 p.
- Jean Saint-Pierre "Anxuberro" (1884-1951), Inigo Aranbarri, Pierre Charritton, Rosa Miren Pagola, 2003, 28 p.
- Jean Saint-Pierre "Anxuberro": (1884-1951), Gouvernement basque d'Euskadi, 2003, 24 p.
- Le droit des peuples à leur identité: l'évolution d'une question ..., 1979, 218 p.
- Piarres Charritton, 1999, 63 p.
- Piarres Larzabal, 1999, Eusko Jaurlaritza;
- Pierre Broussain, sa contribution aux études basques, 1895-1920, CNRS, Paris, 1985, 331 p.
- Pierre Narbaitz: (1910-1984), Gouvernement basque, 2001, 96 p.
- Xabier Diharce "Iratzeder", 1994, 87 p.
- XIX. mendeko olerki-bertsogintza, 1990, 168 p.